# David Lewiston Sharpe
David Lewiston Sharpe (Oxford, 11 november 1976) is een Brits componist.

## Levensloop
Sharpe studeerde compositie bij Gary Carpenter aan de Guildhall School of Music and Drama in Londen. Verder studeerde hij muziek aan het King's College London en piano en klavecimbel bij Virginia Black aan de Royal Academy of Music. Nadat hij afgestudeerd heeft, werkt hij onder andere in het tem van uitgevers bij de New Grove Dictionary of Music and Musicians. 
Als componist schreef hij tot nu (2008) rond zeventig werken voor orkest, harmonieorkest, brassband, koren en kamermuziek.

## Composities

### Werken voor orkest
- 1994 Royal Forest Serenade
- 1996 Anniversary Overture
- 1996 Concertino, voor viool en orkest
- 1997 rev.2001 The Pillar of Seikilos, voor orkest
- 1998-1999 A Salvador Dali Suite, voor kamerorkest
- 1998, 2000-2001 Concerto Nr. 1, voor piano en orkest
- 2002 Symphony of the Nile - Symfonie Nr. 2, voor bariton solo, vrouwenkoor en orkest
- 2002-2003 Eastern Cities - Prelude for Strings, voor strijkorkest
- 2003 At the Western Shore of Thebes, voor orkest
- 2004 Stone of the Seven Kings, voor kamerorkest
- 2005-2006 The Blaze of the Diamond, voor orkest
- Cori Spezzati, voor 20 contrabassen

### Werken voor harmonieorkest en brassband
- 1999 Symfonie Nr. 1, voor symfonisch blaasorkest
  1. Moderato Lento
  2. Scherzo – Vivace
  3. Tarantella
- 2001 Overture - The Lydian Fanfares, voor brassband

### Werken voor koor
- 1998 When they saw the star, anthem voor gemengd koor - tekst: Bijbel, Evangelie volgens Matteüs en Evangelie volgens Lucas

### Vocale muziek
- 1994 Rubai'yat, voor bariton, dwarsfluit en piano - tekst: Omar Khayyam, vertaling: E. Fitzgerald
- 1995 Ozymandias, voor bariton en piano - tekst: P. B. Shelley
- 1995 The Unborn, voor bariton en piano - tekst: T. Hardy
- 1997-1998 Three Metaphysical Songs, voor hoge stem en piano
  1. Batter my heart (J. Donne)
  2. Like to the falling of a star (H. Vaughan)
  3. Peace (H. King)
- 2003 The Four Winds of Heaven, voor sopraan en piano -tekst: anoniem
- 2003 The Fire of My Burning, voor bariton en piano - tekst: anoniem
- 2007 In the Tavern of Sweet Songs, zangcyclus 17 gedichten voor sopraan en piano - tekst: van Salaman en Absal van Jami
- 2007 In This Strange Labyrinth How Shall I Turn?, madrigaal in een antieke stijl voor vocaal solisten (SSATB) - tekst: Lady Mary Wroth

### Kamermuziek
- 1997 Cartouche, voor contrabas en piano
- 1997 Invocation, voor dubbel-koperkwintet
- 2001-2002 Four Deceptive Pieces, voor viool en piano 
  1. Aria
  2. Dance
  3. Elegy
  4. March
- 2002 The Waters of Sirannon, voor altviool en piano
- 2003 far reaching shadows, voor dwarsfluit, viool, basklarinet en piano
- 2007-2008 Sonata, voor dwarsfluit en harp

### Werken voor piano
- 1997 Dreams in the Grey Hours of Night
- 1997 Kenilworth Rhapsody
- 1998 Fantasie
- 1998 Three Preludes
- 2002 The Indifference of Vision